# Рыждак
Рыждак (болг. Ръждак) — село в Благоевградской области Болгарии. Входит в состав общины Петрич. Находится примерно в 4 км к востоку от центра города Петрич и примерно в 70 км к югу от центра города Благоевград. По данным переписи населения 2011 года, в селе  проживало 270 человек, преобладающая национальность — болгары.

## Население
| Год     | 1934 | 1946 | 1956 | 1965 | 1975 | 1985 | 1992 | 2001 | 2011 |
| ------- | ---- | ---- | ---- | ---- | ---- | ---- | ---- | ---- | ---- |
| Жителей | 209  | 291  | 295  | 289  | 320  | 314  | 321  | 299  | 270  |

|  |